# Biserica Adormirea Maicii Domnului din Oloșag
Biserica Adormirea Maicii Domnului este un monument istoric aflat pe teritoriul satului Oloșag, comuna Știuca.

## Localitatea
Oloșag este un sat în comuna Știuca din județul Timiș, Banat, România. Prima mențiune documentară este din anul 1437.

## Istoric și trăsături
Biserica din Oloșag a fost construită în stil baroc între anii 1730-1731, din cărămidă arsă, fiind acoperită cu tablă. Iconostasul este din zid, iar pardoseala din ciment. Ușile împărătești sunt realizate în anul 1767. În anul 1794 biserica a fost sfințită de Iosif Ianeviciu, episcopul de Caransebeș. În anul 1883 a fost adăugat turnul. Interiorul a fost pictat pe lemn, pictura fiind într-o stare avansată de degradare.
Biserica este declarată monument istoric de interes național din anul 1962.

## Imagini

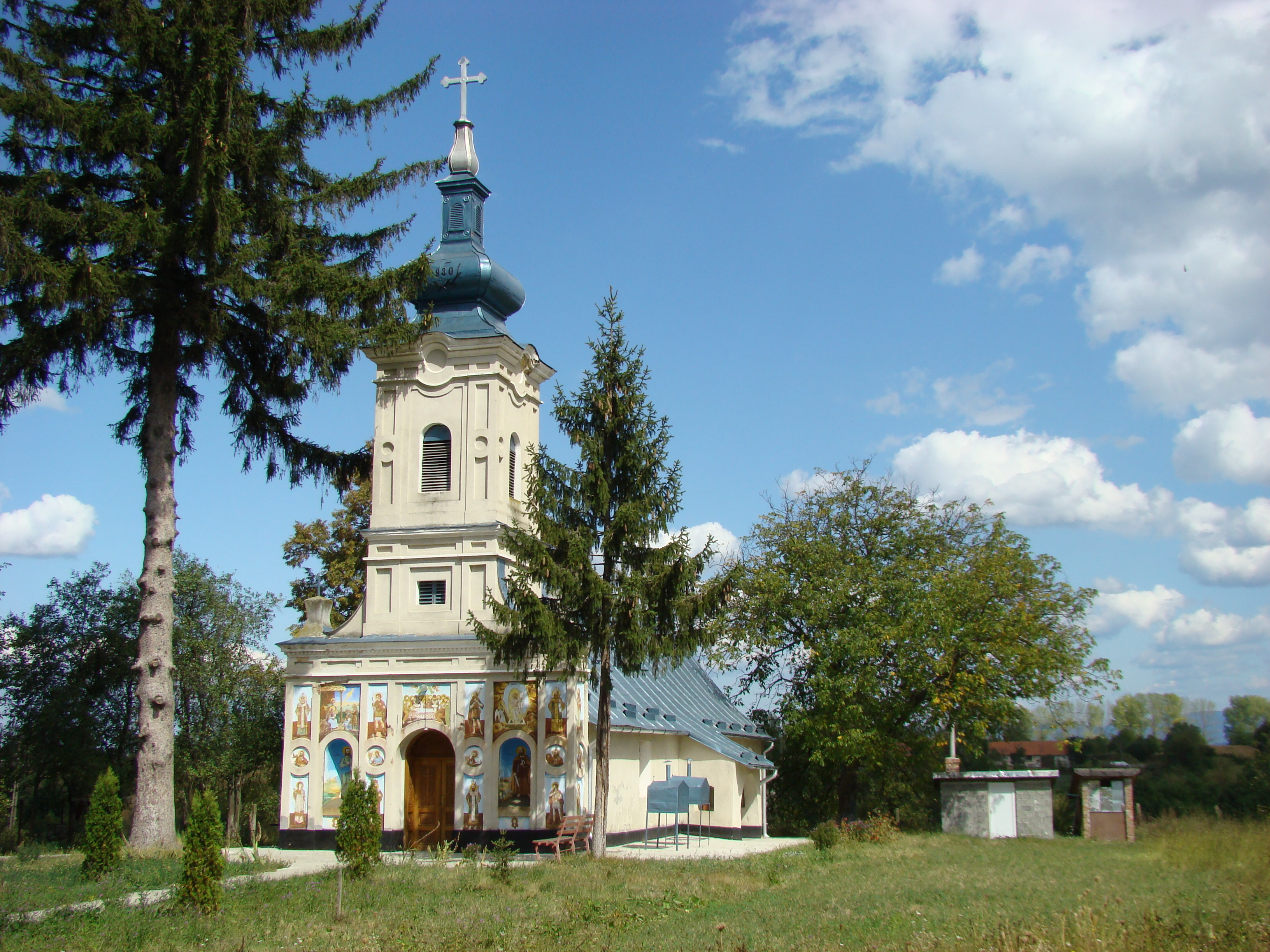
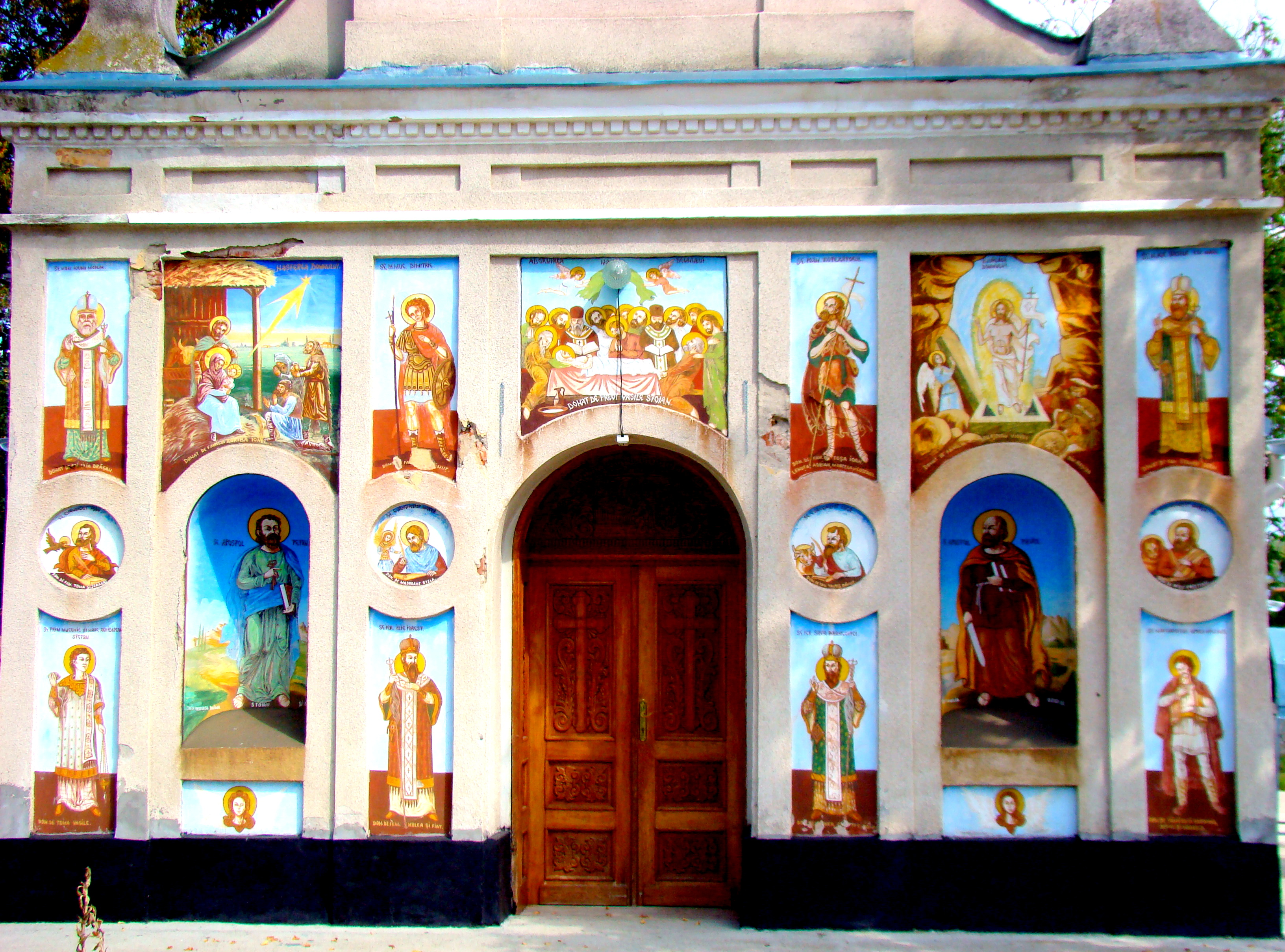
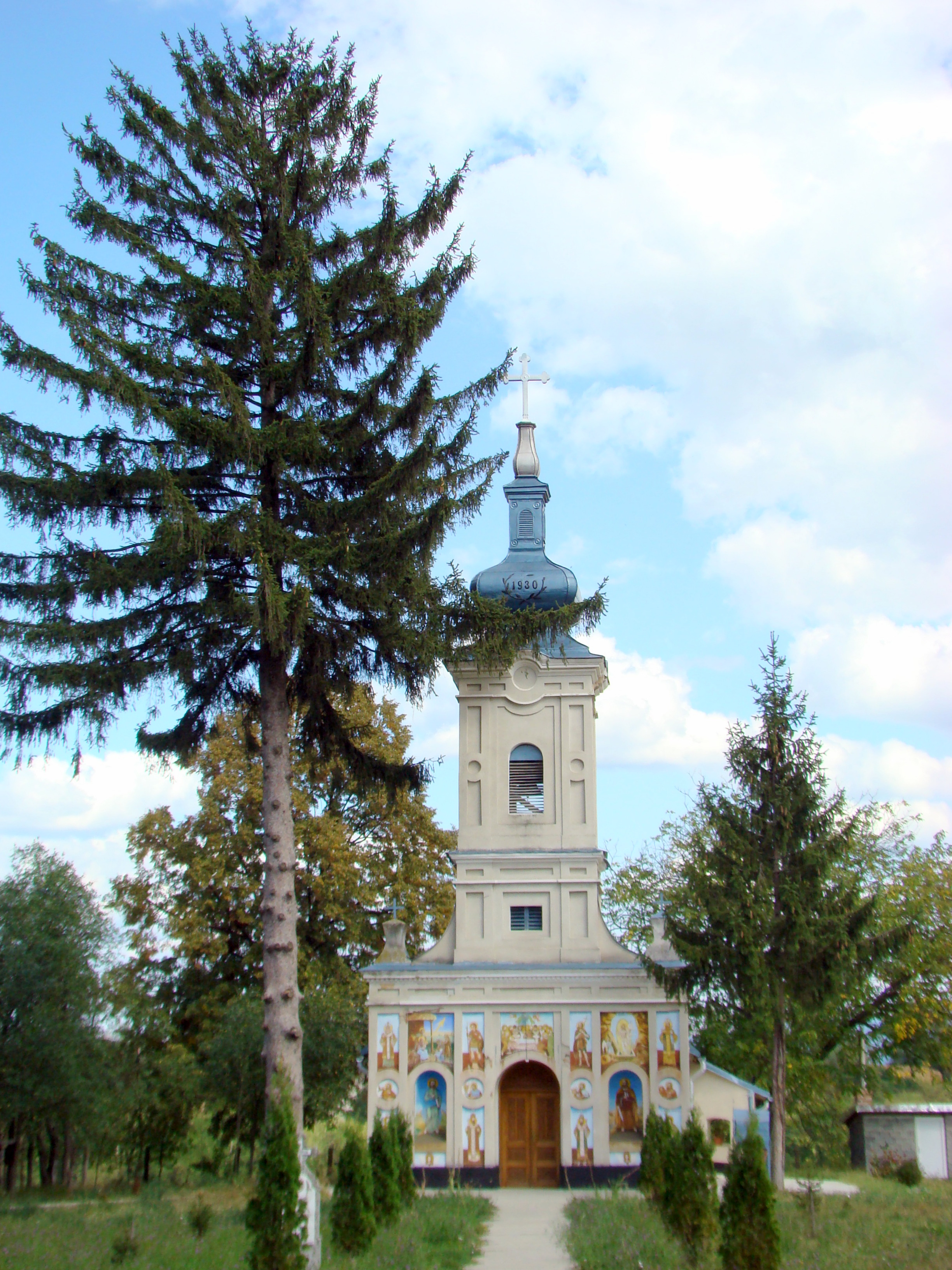